# Transfer
Transfer v ekonomice je platba vlády jiným subjektům, za kterou vláda nezískává jako protihodnotu služby výrobních faktorů, kterými tyto subjekty disponují. Mezi transferové platby patří např. výplaty starobních důchodů, dávek státního pojištění, příspěvků v nezaměstnanosti, ale i výplaty státních dotací.
Transferová platba rozlišuje 2 subjekty - dárce a příjemce. Dárce, jak už bylo zmíněno, nezískává za transfer žádnou protislužbu, jeho motivací je tedy většinou čistý altruismus. Transfer od vlády je financován primárně z daní občanů daného státu. 
Transfery mohou být vypláceny jak vládami, tak i soukromými společnostmi a nepočítají se do HDP (nejsou zahrnuty ve vládních výdajích, jelikož se jedná pouze o přerozdělení majetku v rámci státu).
Transfery se dělí na:
1. Transfery na sociální pojištění
2. Sociální dávky
3. Dotace

## Sociální pojištění
Sociální pojištění se vyplácí nezávisle na příjmu žadatele. Mezi takové případy patří:

### Výplaty důchodů
Důchody se dále dělí na:
1. Starobní
2. Invalidní
3. Pozůstalostní (vdovský, vdovecký či sirotčí)

Výše všech tří typů důchodů je determinována pomocí základní výměry, jež je stanovena pevnou částkou a rovná se 10 % průměrné měsíční mzdy (od 1.1. 2023 4040 Kč měsíčně) a procentní výměry, jež se stanoví individuálně (v roce 2023 měsíčně minimálně 770 Kč). Výplata probíhá buď v hotovosti prostřednictvím držitele poštovní licence na adresu trvalého nebo přechodného bydliště nebo bezhotovostním převodem na bankovní účet. Nárok na důchod zaniká smrtí poživatele důchodu, odpadnutím některé z podmínek nároku na důchod nebo za podmínek uvedených v zákoně.
Důchod je přiznáván na základě žádosti, která se podává na okresní správě sociálního zabezpečen. Podmínkou pro přiznání důchodu je splnění podmínek stanovených zákonem o důchodovém pojištění (výše výdělku, počet odpracovaných let, stupeň invalidity…). Splňuje-li žadatel současně podmínky pro starobní a invalidní důchod, je mu vyplácen pouze ten vyšší. Pokud spolu se starobním či invalidním důchodem má žadatel nárok i na pozůstalostní důchod, je mu v plné výši vyplácen ten nejvyšší a k tomu polovina procentní výměry z ostatních důchodů.

#### Starobní důchod
Nároku na starobní důchod se nabývá dovršením stanoveného důchodového věku, ten se pro lidi narozené do roku 1971 odvíjí podle data narození a u žen i podle počtu dětí, pro později narozené je sjednocen na hranici 65 let. Spolu s dosaženým stanoveným důchodovým věkem je pro přiznání starobního důchodu nezbytnou podmínkou mít, až na některé výjimky, 35 let důchodového pojištění. Procentní výměra důchodu se počítá podle výše celoživotních příjmů, doby pojištění a počtu dnů výdělečné činnosti po vzniku nároku na pobírání důchodu.

#### Invalidní důchod
Rozlišujeme tři stupně invalidity podle míry poklesu pracovní neschopnosti:
Invalidita prvního stupně – pokles o 35 až 49 %
Invalidita druhého stupně – pokles o 50 až 69 %
Invalidita třetího stupně – pokles o 70 % a více
Od stupni invalidity rozhoduje posudkový lékař okresní správy sociálního zabezpečí a odvíjí se od ní procentní výměra důchodu. Ta je dále, stejně jako u důchodu starobního, závislá na výši celoživotních výdělků a počtu let pojištění. 

### Nemocenské pojištění
Systém nemocenského pojištění je určen pro výdělečně činné osoby, které při ztrátě příjmu v případech tzv. krátkodobých sociálních událostí (dočasné pracovní neschopnosti z důvodu nemoci nebo úrazu či karantény, ošetřování člena rodiny, těhotenství a mateřství, péče o dítě) zabezpečuje stát peněžitými dávkami. Za zaměstnance odvádí nemocenské pojištění povinně zaměstnavatel, pro osoby samostatně výdělečně činné je nemocenské pojištění dobrovolné - pokud ho však pravidelně neplatí, nevzniká jim nárok na pobírání dávek od státu.
Podle typu sociální události tedy rozlišuje následující dávky:
1. Nemocenské
2. Ošetřovné
3. Dlouhodobé ošetřovné
4. Peněžitá pomoc v mateřství
5. Vyrovnávací příspěvek v těhotenství a v mateřství
6. Dávka otcovské poporodní péče (tzv. otcovská)

#### Nemocenské
Nemocenské se vyplácí zaměstnancům (nebo i osobám samostatně výdělečně činným, pokud odvádí nemocenské pojištění), kteří byli z důvodu nemoci uznání dočasně práceneschopní anebo jim byla nařízena karanténa. Prvních 14 kalendářních dní pracovní neschopnosti (resp. nařízené karantény) pobírá zaměstnanec od svého zaměstnavatele náhradu mzdy za pracovní dny. Od 15. dne vyplácí nemocenské stát za každý kalendářní den. Výše nemocenského činí do 30. dne trvání dočasné pracovní neschopnosti (resp. nařízené karantény) 60 % redukovaného denního vyměřovacího základu (ten se nejčastěji počítá z příjmů za poslední rok), v případě delšího trvání se navyšuje (66 % do 60. dne, 72 % poté). V případě, že byla pracovní neschopnost způsobena účastí ve rvačce, opilostí či při páchání trestného činu, je nemocenské redukováno na polovinu. 

#### Ošetřovné
Dávka je poskytována pojištěnci, který ošetřuje dítě mladší 10 let nebo jinou osobu, jejíž zdravotní stav ošetřování vyžaduje. Maximální doba pobírání dávky činí 9 dnů (v případě samoživitele 16 dnů, pokud se stará o dítě mladší 16 let) a výše dávky činí 60 % redukovaného vyměřovacího základu.

#### Dlouhodobé ošetřovné
Dávka je vyplácena pojištěnci, který se stará o člena rodiny (nebo osobu žijící ve stejné domácnosti), jehož zdravotní stav vyžaduje dlouhodobou celodenní péči. Dávku lze čerpat maximálně 90 dnů a její výše činí 60 % redukovaného vyměřovacího základu.

#### Peněžitá pomoc v mateřství
Dávku stát poskytuje matce, otci nebo tomu, kdo převzal novorozené dítě do péče a je pojištěn minimálně 270 dnů v posledních dvou letech. Od nástupu na mateřskou (8 až 6 týdnů před očekávaným datem porodu) až po 6. týden po porodu popírá dávku výhradně matka. Dalších maximálně 22 týdnů (v případě vícerčat 31 týdnů) dávku pobírá ten, kdo o dítě pečuje. Výše dávky je 70 % redukovaného denního vyměřovacího základu.

#### Vyrovnávací příspěvek v těhotenství a mateřství
Dávka je poskytovaná ženám, které byly z důvodu těhotenství nebo mateřství (do 9. měsíce od porodu) převedeny na hůře placenou práci.

#### Otcovská
Dávka může pobírat otec narozeného dítěte (je-li zapsán v rodném listu) nebo ten, kdo převzal do péče nahrazující péči rodičů dítě mladší 7 let, v období 6 týdnů od narození či převzetí do péče dítěte. Maximální doba, po kterou může pojištěnec dávku pobírat, činí 14 kalendářních dnů. Výše dávky je, stejně jako u peněžité pomoci v mateřství, 70 % redukovaného denního vyměřovacího základu 

### Podpora v nezaměstnanosti
Vyplácení podpory v nezaměstnanosti je ovlivněno průměrnou čistou mzdou v posledním zaměstnání, způsobem ukončení pracovního poměru a dobou trvání nezaměstnanosti (první dva měsíce činí podpora 65 % minulého příjmu). Počet měsíců, po které je možno dávku pobírat, se odvíjí od věku. Její maximální výše je v roce 2023 22 798 Kč, což odpovídá 0,58násobku průměrné mzdy.
Ideální výše podpory v nezaměstnanosti je ožehavé téma, jelikož je nutno zvolit správný kompromis mezi zaopatřením základních potřeb a demotivaci osob k práci. Pokud budou dávky příliš nízké, občané s nízkým příjmem budou strádat, což povede k nižšímu blahobytu společnosti jako celku. V případě dávek příliš vysokých hrozí ztráta motivace k zaměstnání a tím zvýšení nezaměstnanosti.

### Výsluhy
Nárok na výsluhový příspěvek náleží příslušníkům Armády ČR a bývalým členům bezpečnostního sboru. Mezi ně patří vysloužilí zaměstnanci Policie ČR, Hasičského záchranného sboru, Vězeňské služby, Celní správy a další. Je zde však podmínka, že zaměstnanec musel své povolání vykonávat nejméně 15 let, nebyl odsouzen za trestný čin a nesmí proti němu být vedeno trestní řízení. Pokud jsou zaměstnanci výsluhy přiznány, má nárok na 20% ze svého měsíčního služebního příjmu.

### Rodičovský příspěvek
Nárok na rodičovský příspěvek má rodič, který po celý kalendářní měsíc osobně, celodenně a řádně pečuje o dítě, které je nejmladší v rodině, a to až do vyčerpání celkové částky 300 000 Kč (v případě vícerčat až 450 000 Kč), nejpozději do 4 let věku dítěte.

## Sociální dávky
Jedná se o pomoc finančně slabším jedincům či rodinám. Do této kategorie zahrnujeme:

### Příspěvek na živobytí
O příspěvek na živobytí mohou zažádat osoby, které nemají dostatek finančních prostředků, aby zabezpečili své základní potřeby. Jedná se o příspěvek na jídlo, ošacení, hygienu, apod.

### Přídavek na dítě
Základní dlouhodobá dávka pro rodiny s dětmi, na kterou mají nárok rodiny s příjmem do 3,4násobku životního minima. Je poskytován ve třech výších podle věku dítěte a ve dvou výměrách.

### Porodné
Jednorázový příspěvek na náklady spojené s narozením dítěte pro rodiny s nízkými příjmy (do 2,7násobku životního minima). Jedná se o 13 000 Kč na první narozené dítě a 10 000 na dítě druhé.

### Pohřebné
Je vypláceno osobě jež vypravila pohřeb nezaopatřenému dítěti nebo osobě jež byla rodičem takového dítěte. Výše pohřebného činí bez ohledu na výši příjmu 5 000 Kč.

### Nárok na podporu a podávání žádosti
Nárok na sociální pomoc vzniká pouze fyzické osobě s trvalým pobytem v ČR.
Žádosti o takovou podporu vyřizují krajské pobočky Úřadu práce ČR.

## Metody platby dávek a soc. pojištění

### Finanční převod
Převod majetku z dárce na příjemce může nastat buď jako peněžní převod anebo tzv. převodem nepeněžitého majetku. V peněžním převodu dochází k obdržení peněžité částky na účet nebo do rukou obdarovaného. Přestože většina vyspělých zemí již tyto platby provádí na účet příjemců, v rozvojových zemích se stále můžeme setkat s výplatou v hotovosti nebo v šecích.

### Převod nepeněžitého majetku
Jedná se o platbu, která je uskutečněna za pomocí zboží či služeb. Onou pomocnou rukou může být jak vláda, tak různé neziskové organizace jako například Člověk v tísni, které zajišťují jídlo a pití, zdravotní péči, vzdělání a další služby potřebné pro lidi bez vlastního sociálního zabezpečení.

## Dotace
Dotace je peněžní výpomoc s cílem podpořit konkrétní podnikání ať už následným snížením cen anebo investicí do rozvoje. Dotace cílí na všeobecně prospěšná odvětví, v České republice jsou dotovaná hlavně školská zařízení, armáda, infrastruktura, sportovní kluby a mnohé další.
Mezi nejvýraznější dotace podniků patří dotace farem, kde rozlišuje 2 druhy dotací, dotace na vývoz a vnitrostátní dotace. Dotace na vývoz má za cíl podpořit farmáře k prodeji svých plodin v zahraničí, vnitrostátní dotace pak cílí na podporu farmářů, kteří by například přestali být profitabilní vlivem rostoucích nákladů. Tento druh dotací se však nepočítá do transferových plateb, přestože se jedná o jednostranný příspěvek od vlády.

## Historie transferových plateb
Poprvé se myšlenka finanční pomoci chudým objevila za královny Alžběty I., která představila tzv. "Poor laws". Jednalo se o dotování sirotčinců, nemocnic a domovů pro chudé z peněz vybraných na daních. 
Na konci 17. století Angličané zavedli finanční podporu pro farmáře, kteří tím pádem mohli vyvážet za nižší ceny. To však vedlo ke zvýšení cen na domácím trhu, což vyústilo v nepříjemnou situaci pro Angličany, kteří nejenže platili vyšší daně, navíc si museli připlatit za potraviny pro své rodiny.

## Výdaje na sociální ochranu v Česku
Česká republika se, co se týče výdajů na sociální ochranu jakožto podílu HDP, dlouhodobě pohybuje okolo průměru OECD. V roce 2022 to bylo 22 % HDP, o necelý jeden procentní bod více než OECD průměr. V rámci Evropské unie je Česko ve výši sociální podpory dlouhodobě podprůměrné. 

## Přístup ve světě
Ve světě si můžeme všimnout rozdílných přístupů k transferovým platbám. Na jedné straně spektra se nachází severské země se svou vysokou sociální podporou spojenou s vysokými daněmi, na druhé například Korea nebo Irsko, které na sociální podporu přispívají méně než 15 % svého HDP (hodnoty vzhledem k roku 2022). Nejnižší sociální podporu (dlouhodobě pod 8 % HDP) poskytuje Mexiko. 

### Finsko
Finsko patří mezi země s nejlépe propracovaným systémem sociální podpory, za kterou ale Finové v produktivním věku platí vysokými daněmi z příjmu, které pro obyvatele z nejvyšší příjmové skupiny tvoří až 66 % jejich výdělků. S 29% příspěvkem z ročního HDP (údaj z roku 2022) se řadí na čtvrté místo mezi členskými zeměmi EU za Francii, Rakousko a Itálii.

### Francie
Francie je evropský lídr v sociální podpoře, v roce 2022 stát přispěl 31,6 % svého HDP. Historicky největším podílem přispěla Francie v roce 2020, kdy se jednalo o necelých 35 % HDP. 

### Mexiko
Na opačné straně vah bychom našli Mexiko, jež přispívá na sociální podporu pouze 7,4 % svého ročního HDP (údaj z roku 2019). 

### Irsko
Mezi evropskými státy je na tom, co se týče výše sociální podpory, nejhůře Irsko, to v roce 2022 přispělo necelými 13 % svého HDP.

### Slovensko
Slovenská republika přispívá dlouhodobě o 2 až 3 procentní body méně než Česká republika, pohybuje se tedy těsně pod průměrem OECD.

### Spojené státy americké
Výše sociální podpory se ve Spojených státech amerických pohybovala až do roku 2019 okolo 18,5 % HDP, v roce 2022 výdaje činily již 22,7 %. 